# Valses-Caprices
Ne doit pas être confondu avec Valse-Caprice.

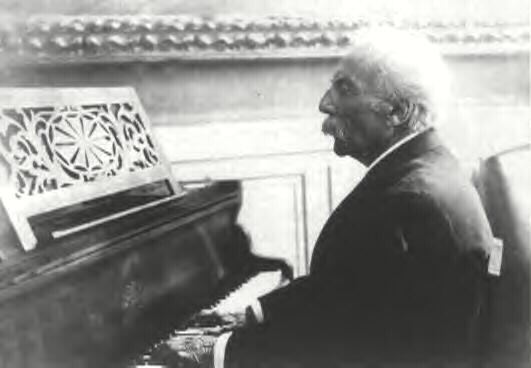
Gabriel Fauré.

Les Valses-Caprices sont quatre pièces pour piano de Gabriel Fauré composées pendant la première moitié de la vie du compositeur.

## Structure
1. Première valse-caprice en la majeur opus 30 : Ambiance de fête brillante (1882).
2. Seconde valse-caprice en ré bémol majeur opus 38 : Sombre et passionnée et proche de Chopin (1884).
3. Troisième valse-caprice en sol bémol majeur opus 59 : Dans un style brillant plein de charme (1893).
4. Quatrième valse-caprice en la bémol majeur opus 62 : D'un grand raffinement harmonique par ses modulations (1893-1894).

## Source
- François-René Tranchefort (dir.), Guide de la musique de piano et de clavecin, Paris, Fayard, coll. « Les indispensables de la musique », 1987, 870 p. (ISBN 978-2213016399, BNF 34978617), p. 361